# Kerk van Bargebur
De kerk van Bargebur is een kerkgebouw in Bargebur in de gemeente Norden in de Duitse deelstaat Nedersaksen. Aan de oostzijde van de kerk loopt het Kirchpfad.

## Geschiedenis
In de 17e eeuw werd de kerk gebouwd. De stichting van de kerk hangt samen met de weigering van het toenmalige stadsbestuur van Norden om binnen die stad, in meerderheid Luthers, de bouw van een hervormde kerk toe te staan.

## Opbouw
Het bakstenen kerkgebouw is noordwest-zuidoost gepositioneerd en bestaat enkel uit een schip zonder een toren. Wel bevindt zich in het midden op de nok een dakruiter. Het kerkje wordt gedekt door een schilddak. In de lange gevel zitten vier rondboogvensters met een spitsboogvormige vorktracering. In het midden van de zuidwestgevel bevindt zich een deur en verder naar het westen een klein deurtje. Tegen de korte gevel aan de zuidoostzijde is er een bijgebouwtje aangebouwd.

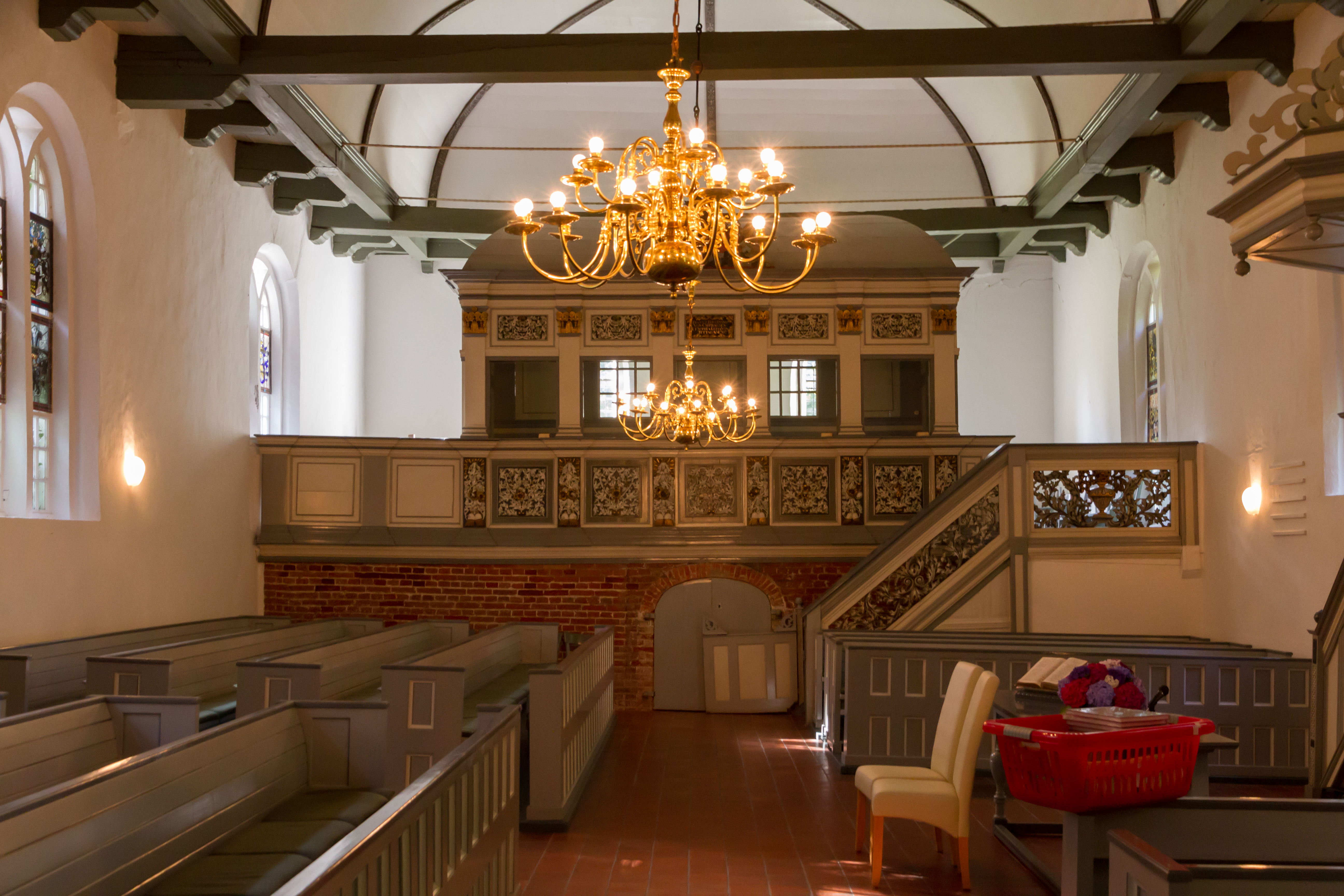
Herenbanken in de kerk voor het geslacht zu Inn- und Knyphausen
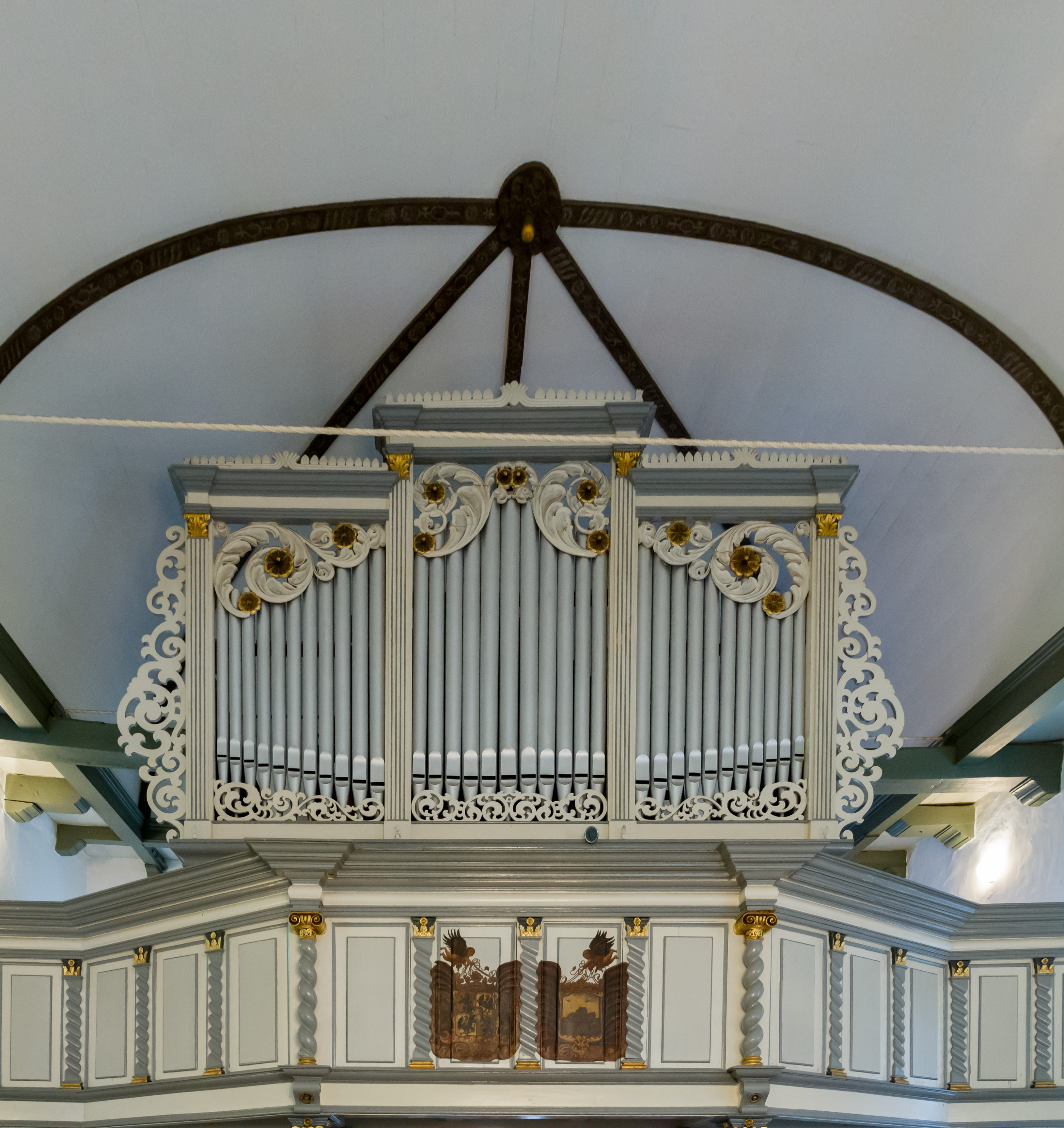
Beckmann-kerkorgel (1864)